# Ohulki
Ohulki, rohulki – pieśni wiosenne podlaskich i poleskich Białorusinów. Śpiewane szczególnie od Wielkodnia do Prowodu. Wówczas młodzież, głównie dziewczęta, śpiewała ohulki, których motywem przewodnim była budząca się do życia przyroda i rozkwitające uczucia między chłopcem i dziewczyną.
Pierwszą wzmiankę o ohulkach zamieścił Józef Jaroszewicz w artykule Wiadomość o Kupalnicach na Podlasiu opublikowanym w periodyku „Ondyna Druskienickich Źródeł. Pismo zbiorowe" wydanym w Grodnie w 1846 roku.